# Лі Сун Ок
Лі Сун Ок (нар. 1947 року) — відома втікачка з Північної Кореї.

## Життєпис
Народилась 1947 року. Втекла з Північної Кореї разом зі своїм сином в Південну Корею 1996 року через Китай. Після втечі, вона присвятила своє життя боротьбі зі злочинними діями влади Північної Кореї. Вона написала спогади про свій життєпис у країні та шестирічне запроторення до концентраційного табору поряд з містом Кечхон, куди вона потрапила за наклепом.
Вона написала автобіографічні мемуари «Очі безхвостич тварин: тюремні спогади північнокорейської жінки». Лі виступала перед Конгресом США, в ООН та церквах у всьому світі, свідчила про мінімум 6 000 політичних в'язнів тільки у її концтаборі.
Зі слів свідка:
1. Приблизно 2 мільйони осіб померло від голоду в Північній Кореї за минуле десятиліття;
2. В концтаборах перебуває приблизно 200 000 тис. політичних в'язнів;
3. Влада КНДР розпоряджається життями своїх громадян в необмежених можливостях, що вказано в офіційному гаслі «Партія забажала — ми ж виконаємо»;
4. Одна з основних цілей влади — воз'єднання двох Корей під владою комуністичного режиму;
5. Північна Корея — країна державного атеїзму, в ній існує державна квазі — релігія — чучхе. Вірянами цієї ідеології, повинні бути всі громадяни, їм потрібно вірити, що Кім Ір Сен та Кім Чен Ір — боги, що заслуговують поклоніння, молитов, честі, влади та слави. Будь-які думки, що суперечать цим символам віри, заборонені та караються смертю;
6. згідно з [[Newsweek International]е], Північна Корея — країна, де найбільше порушують права людини;
7. Громадянам промивають мозок, стверджуючи, що країна, де вони мешкають — рай на землі, а мешканці інших країн існують в умовах постійних нещасть та страждань.

Сун Ок стала інвалідом через тортури, котрим вона піддавалася понад рік, включно тортури водою. Лі стверджує, що за весь час свого перебування в концтаборі вона стала свідком насильних ]абортів, випадків згвалтування, дітовбивства, публічних смертних вироків, випробування біологічної зброї на ув'язнених, сильного недоїдання та інших форм нелюдських умов.
Точно не відомо причина її звільнення з-під варти, хоча Лі вважає, що ті ж посадовці, що були відповідальними за запроторення її до в'язниці, були репресовані самі ж, у результаті чого, деякі жертви були «показово» випущені (схожа «показова» серія звільнень була в СРСР 1938 року після арешту Єжова). Вона написала декілька листів з протестами до президента Кім Ір Сена про жорстке поводження з нею у концтаборі, але не отримала відповіді, проте отримала жорстке попередження від влади про можливі «наслідки», якщо вона не перестане писати подібні листи, то її чекають неприємності.. Пізніше вона перейшла в християнство. Чоловік Лі «зник» у час її перебування в концтаборі, від того часу від нього не було жодних відомостей.
Нині вона мешкає у Південній Кореї.